# Lusigny-sur-Barse
Lusigny-sur-Barse – miejscowość i gmina we Francji, w regionie Grand Est, w departamencie Aube, położone nad jeziorem Lac d'Orient.
Według danych na rok 1990 gminę zamieszkiwało 1281 osób, a gęstość zaludnienia wynosiła 34 osoby/km².

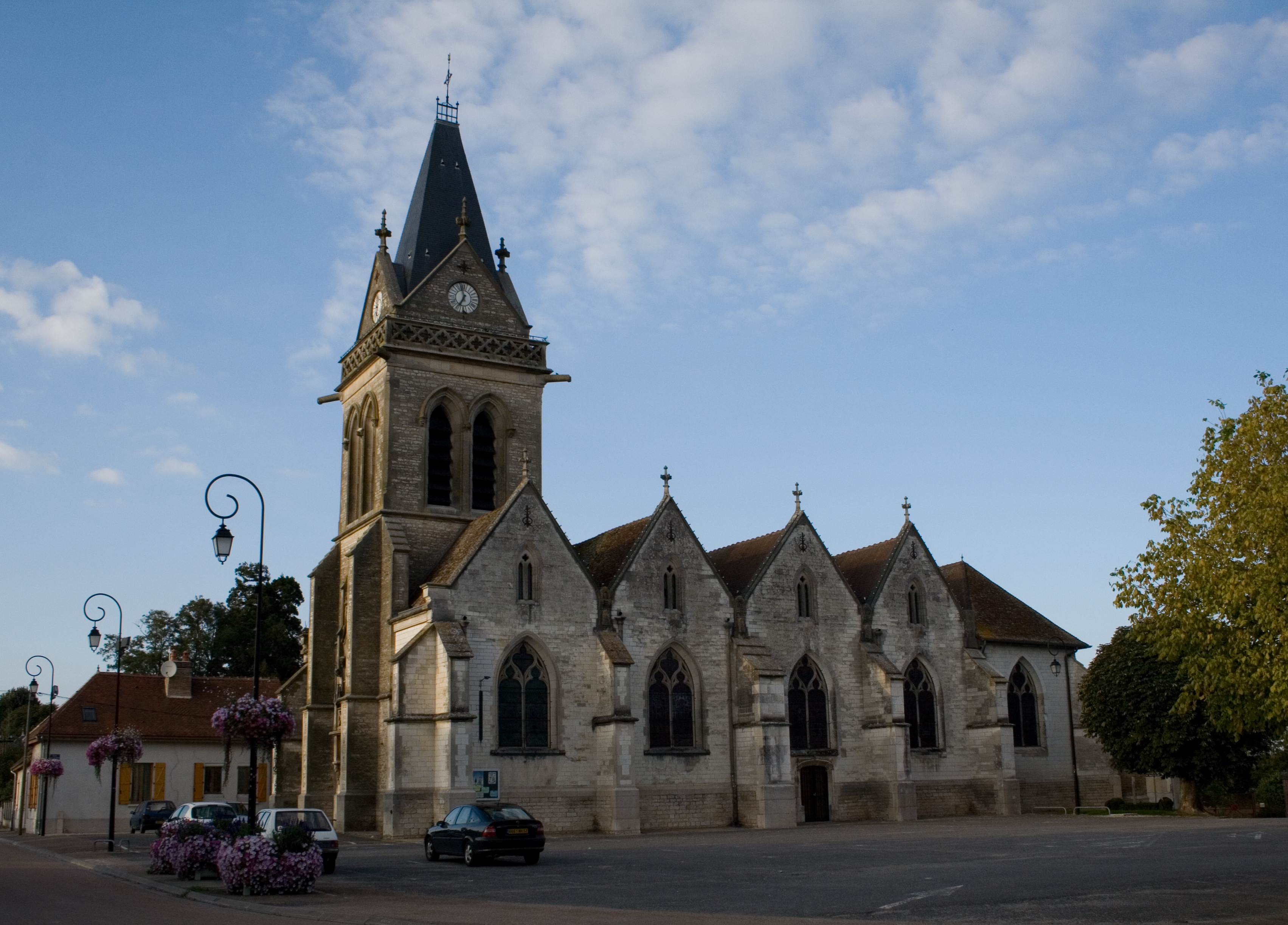
Kościół w Lusigny-sur-Barse, 2007